# Cyclops tenuisaccus
Cyclops tenuisaccus is een eenoogkreeftjessoort uit de familie van de Cyclopidae. De wetenschappelijke naam van de soort is voor het eerst geldig gepubliceerd in 1927 door Sars G.O..